# Castelul Aarwangen

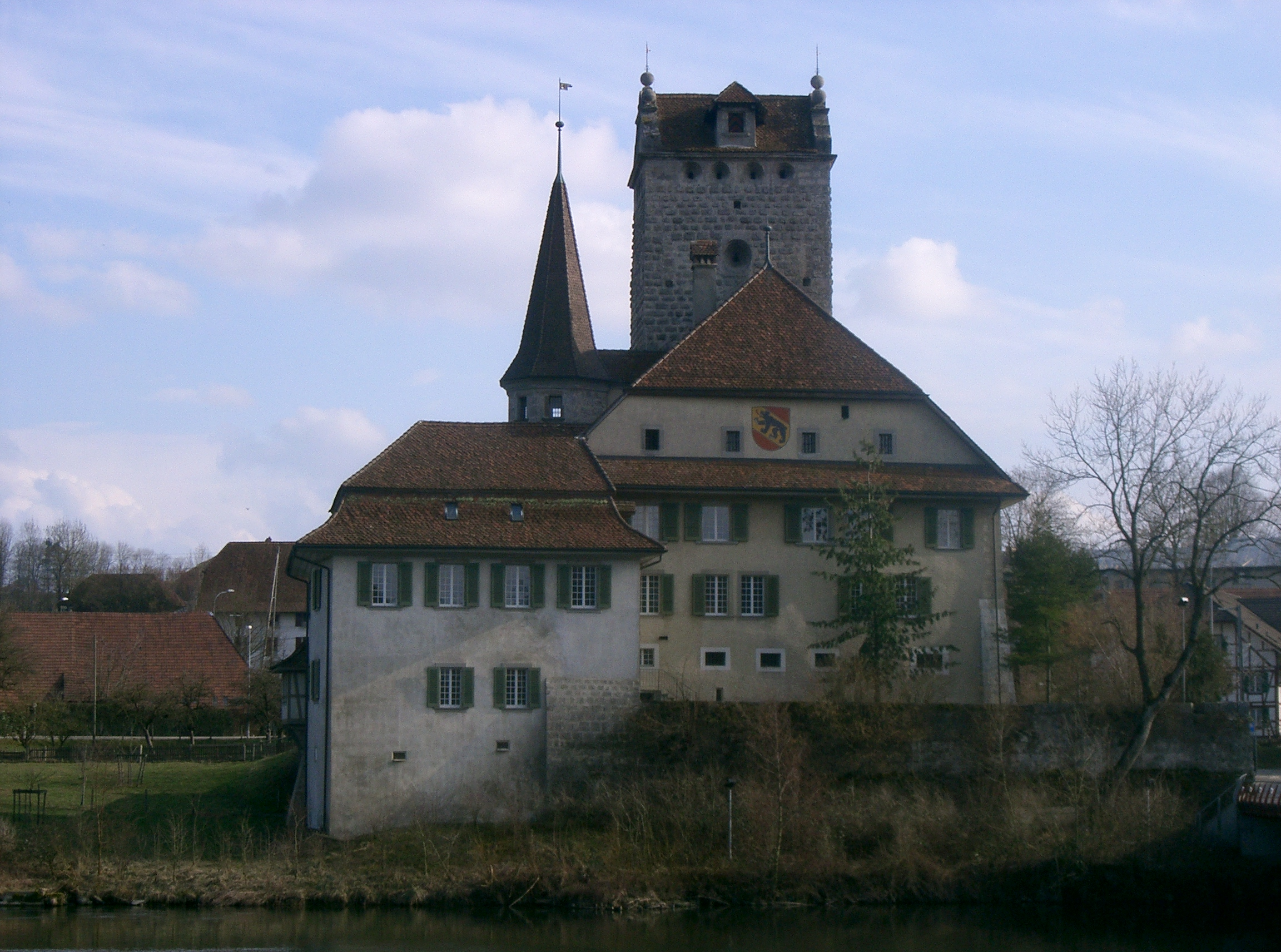
Castelul Aarwangen

Castelul Aarwangen este situat lângă comuna în  Aarwangen din cantonul Berna Elveția. Castelul datează din secolul XIII, fiind rezidența cavalerilor de Aarwangen.